# Храм Покрова Пресвятой Богородицы (Чалдовар)
Храм Покрова Божией Матери — православная церковь в селе Чалдовар, Чуйская область, Кыргызстан .

## История
Церковь построена в 1889 году за казенный счет и была освящена епископом Неофитом в честь Покрова Божией Матери. Штатного священника приход не имел и окормлялся батюшкой из Мерке, современный Казахстан. В 1891 году по решению Синода был предоставлен штатный священник. Церковь была закрыта советской властью в 1940 году. В 1942 здание было предано ветеринарному институту, потом в нём последовательно располагались склад, спортзал, кинозал, клуб. К концу 40-х годов колокольня была разрушена, поперечный неф, боковые пристройки и крыльца уничтожены, частично разрушены перекрытия, окна до середины замазаны глиной.
В июле 1990 года в Чалдоваре была образована православная община и вскоре церковь была передана верующим РПЦЗ. В феврале 1994 года были освящены и водружены на колокольню 9 бронзовых колоколов, отлитых в Челябинске, самый большой из них весом 660 кг.
Многие прихожане были несогласны с принадлежностью церкви и действиями настоятеля. В 1998 году община РПЦЗ была ликвидирована.
В 1998 году в владыка Владимир, архиепископ Среднеазиатский и Бишкекский. назначил в храм нового настоятеля, а в 1999 году храм и недостроенное здание на территории церкви снова перешли в собственность Русской Православной Церкви, большинство прихожане вернулись под омофор Московского Патриархата.

## Архитектура
Здание построено в форме креста. Материал — жженый кирпич.
До 2000 года никаких значительных работ по восстановлению храма не производилось. Церковная территория не была огорожена, и потому вокруг храма пасся скот. Здание церкви находилось в аварийном состоянии, перекрытия и стены нуждались в ремонте и отделке, не было иконостаса. С 2000-2004 годы в храме велись восстановительные работы. Были реконструированы купол и колокольня, украшен интерьер.
Храм имеет скромный декор из колонок в виде удлиненных балясин, простые, ничем не украшенные окна с арочными завершениями, небольшие луковки над восьмигранными шатрами колокольни и главного купола.